# Фергани, Али
Али́ Ферга́ни (араб. علي فرقاني‎, фр. Ali Fergani; род. 21 сентября 1952, Оннен, Франция) — алжирский футболист и футбольный тренер. Играл на позиции полузащитника.

## Сборная Алжира
Али Фергани попал в заявку сборной Алжира на Чемпионате мира 1982 года в Испании. Фергани сыграл все 3 матча Алжира на этом турнире без замен против сборных ФРГ, Австрии и Чили, будучи капитаном команды. На Кубке африканских наций 1996 был тренером сборной Алжира.

## Достижения

### Со сборной Алжира
- 2-е место на Кубке африканских наций 1980 года в Нигерии
- Участник Чемпионата мира 1982 года в Испании